# Quinn Simmons
Quinn Simmons (Durango, Colorado, 8 de abril de 2001) es un ciclista profesional estadounidense que desde 2020 corre para el equipo Lidl-Trek de categoría WorldTeam.

## Trayectoria
En el año 2019 se consagró campeón mundial de Ruta masculina junior en los campeonatos mundiales de ciclismo en Yorkshire. Pocos días después se hizo oficial su paso a profesionales a partir de 2020 con el equipo Trek-Segafredo.